# Comps-la-Grand-Ville

Comps-la-Grand-Ville este o comună în departamentul Aveyron din sudul Franței. În 1 ianuarie 2022 avea o populație de 637 de locuitori.